# Argyrolagus
Argyrolagus es un género extinto de pequeños mamíferos marsupiales que vivieron en el Mioceno y Plioceno en lo que ahora es Sudamérica.
Son del tamaño aproximado de un ratón (40 cm) y aspecto parecido al del jerbo, con largos miembros posteriores y cortos anteriores.
- Especies:
  - A. palmeri Ameghino, 1904
    - Datos fósiles: Plioceno;  Argentina

  - A. parodii Rusconi, 1933
    - Datos fósiles: Plioceno;  Argentina

  - A. scagliai Simpson, 1970
    - Datos fósiles: Plioceno Medio; Provincia de Buenos Aires,  Argentina.